# Adam Lunneborg
Karl Adam Nathanael Lunneborg, född den 2 januari 1990 i Njurunda församling, är en svensk filmproducent.

## Biografi
Adam Lunneborg började arbeta med film 2015. Han driver produktionsbolagen Carbs Film och Malaika Film.

## Filmografi
- 2018 – Spiral (kortfilm)
- 2019 – Hör mig skrika (kortfilm)
- 2019 – Jag skiner inte utan er mina bröder (kortfilm)
- 2022 – Vi var barn då (kortfilm)
- 2024 – Halva Halva[3] (TV-serie)